# Sienna Grobla II

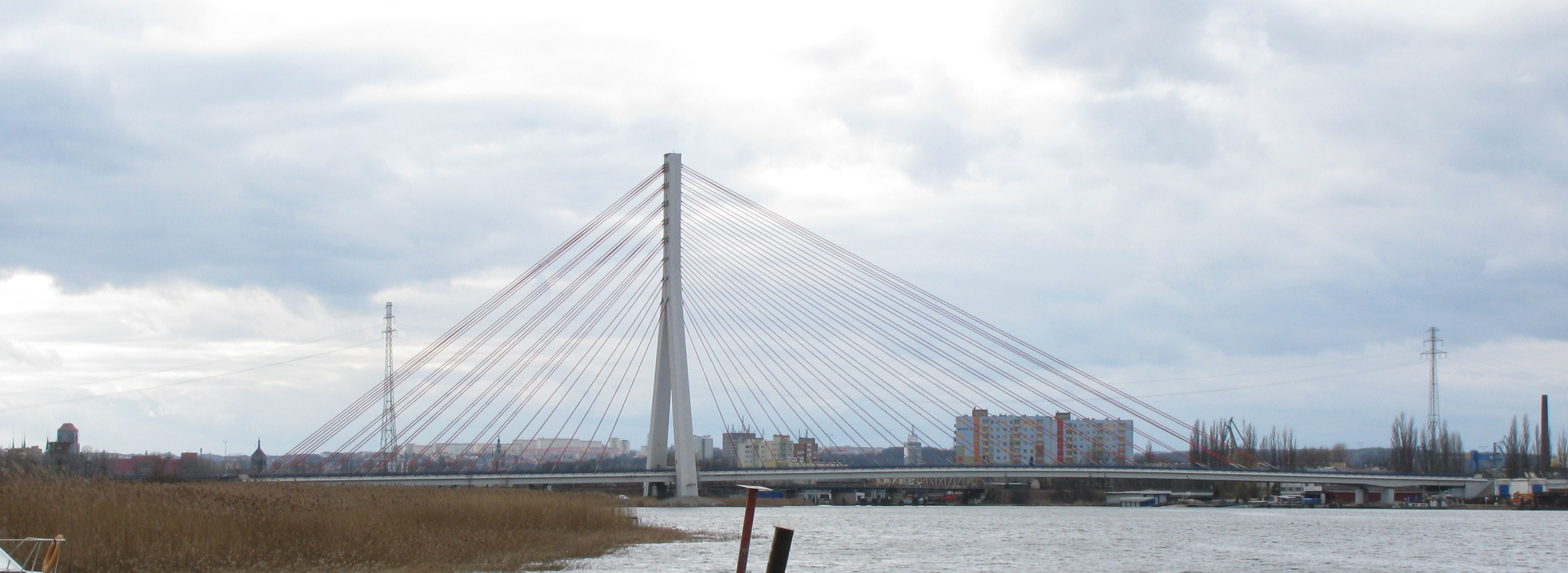
Sienna Grobla II (po lewej), Martwa Wisła i most im. Jana Pawła II

Sienna Grobla II (zwana też zewnętrzną, dawniej: Niekomunalna miejscowość Sienna Grobla, niem. Die komunalfreie Ortschaft Strohdeich) – osiedle mieszkaniowo-przemysłowe w Gdańsku, część Siennej Grobli.
Sienna Grobla II to część znajdująca się na wschód od Opływu Motławy. Została włączona w granice administracyjne miasta w 1877. Współcześnie należy do okręgu historycznego Port oraz dzielnicy administracyjnej Rudniki.

## Historia
Przez długi czas ta część Siennej Grobli była znana głównie ze znajdującej się tam karczmy oraz przeprawy promowej przez Martwą Wisłę.
Po zrównaniu z ziemią wałów i fos miejskich w 1910, na terenie Siennej Grobli II powstała kolonia mieszkalna oraz zakłady przemysłowe i taki stan rzeczy utrzymuje się do dziś.

### Podział historyczny
Morfogenetycznie, do Siennej Grobli II należą następujące podjednostki:
- Biały Dworek
- Gęsia Karczma
- Kryzel
- Reduta Tylna

## Transport i komunikacja
Przez Sienną Groblę II przebiega ul. Elbląska – część drogi krajowej nr 7 (E28) E77. Przez osiedle przebiega także zbudowana już część przyszłej Trasa Sucharskiego.

### Most im. Jana Pawła II
W ciągu Trasy Sucharskiego mieści się most im. Jana Pawła II nad Martwą Wisłą.